# Öffentliches Gut
|                    | Rivalitätsgrad = 0             | Rivalitätsgrad = 1                              |
| ------------------ | ------------------------------ | ----------------------------------------------- |
| Exklusionsgrad = 0 | öffentliches Gut (z. B. Deich) | Allmendegut (z. B. überfüllte Innenstadtstraße) |
| Exklusionsgrad = 1 | Klubgut (z. B. Pay-TV)         | Privates Gut (z. B. Speiseeis)                  |

Öffentliche Güter sind in der Wirtschaftswissenschaft Güter, die vom Staat dem Gemeinwesen zur Nutzung angeboten werden. Gegensatz sind private Güter.
Richard Musgrave unterschied 1957 zwischen privaten Gütern (englisch private goods), öffentlichen Gütern (englisch social goods) und meritorischen Gütern (englisch merit goods), wobei die Bereitstellung öffentlicher Güter dem Staat obliegt. Öffentliche Güter können ein Grund von Marktversagen sein. Um dieses Problem zu lösen, kann der Staat selbst das öffentliche Gut zur Verfügung stellen oder Anreize für private Unternehmen schaffen, das Gut zu produzieren.
Öffentliche Güter sind eine Güterart im Hinblick auf die Kriterien Ausschließbarkeit Dritter und Rivalität im Konsum. Ob es sich um öffentliche oder private Güter handelt, hängt davon ab, ob beide Kriterien erfüllt sind oder nicht. Die Nutzung öffentlicher Güter kann nicht von der Zahlung eines Entgelts abhängig gemacht werden, weil der Nutzungsausschluss Dritter nicht oder nur mit unverhältnismäßig hohem Aufwand durchsetzbar ist und/oder der Nutzen unabhängig ist von der Anzahl der Nutzer.

## Kriterien
Öffentliche oder private Güter werden an zwei Kriterien gemessen, und zwar der Ausschließbarkeit (mit dem Maßstab des Exklusionsgrades) und der Rivalität (mit dem Rivalitätsgrad). Ein Exklusionsgrad von „null“ bedeutet, dass niemand vom Konsum ausgeschlossen werden kann. Ein Rivalitätsgrad von „null“ besagt, dass es im Konsum keine Rivalität gibt.
Bei öffentlichen Gütern ist beim Konsum kein Rivalitätsgrad vorhanden, weil konkurrierende Nachfrager nicht als Rivalen um das Gut oder dessen Nutzen aufgefasst werden. Es gibt auch keinen Exklusionsgrad, der andere Nachfrager vom Konsum des konkreten Gutes ausschließen könnte.
Öffentliche Güter werden nicht auf dem Gütermarkt angeboten, sondern vom Staat bereitgestellt. Das liegt daran, dass einzelne Wirtschaftssubjekte sie nicht anbieten können (hohes Finanzrisiko) oder nicht anbieten wollen (keine Gewinnchancen) oder weil der Staat sie aus politischen Gründen anbieten will.

### Nicht-Ausschließbarkeit
Öffentliche Güter verfügen über die Eigenschaft der Nicht-Ausschließbarkeit, also die unzureichende Zuweisung oder Durchsetzbarkeit von Eigentumsrechten an dem Gut, wofür es verschiedene Gründe (ökonomische, technologische, institutionelle, normative etc.) geben kann. Beispielsweise wäre es nicht möglich, jemanden vom Konsum des Gutes „saubere Umwelt“ auszuschließen. Dieses Merkmal wirkt nicht selbständig konstitutiv für das Vorliegen eines öffentlichen Gutes, weil es auch bei privaten Gütern auftreten kann. Als Gütereigenschaft kann dieses Merkmal einem Gut durch den politischen Entscheidungsprozess überhaupt erst verliehen werden. Zum Beispiel tritt das Gut „Rundfunk“ meist in zwei Erscheinungsformen auf: zum einen als frei empfangbares Gut mit Nicht-Ausschließbarkeit, zum anderen als öffentliches Gut mit zumindest teilweiser Verwirklichung der Ausschließbarkeit (Pay-TV). Gelegentlich wird es gleichbedeutend mit dem Merkmal der Nicht-Zurückweisbarkeit (Konsumzwang) verwendet.

### Nicht-Rivalität
Öffentliche Güter weisen keine Rivalität im Konsum auf – sie können zur gleichen Zeit von verschiedenen Individuen konsumiert werden. Dies wird bei vielen Autoren als das entscheidende Merkmal öffentlicher Güter bezeichnet. Während beispielsweise ein Apfel zeitgleich von nur einem Menschen gegessen werden kann, kann eine saubere Umwelt von mehreren Individuen gleichzeitig „konsumiert“ werden.
Die Rivalität beim Konsum eines Gutes kann auch als negativer externer Effekt gedeutet werden und sich – z. B. bei Überfüllungseffekten – variabel einstellen. Beispielsweise kann es zu einer gegenseitigen Behinderung der Verkehrsteilnehmer auf öffentlichen Straßen kommen. Insbesondere bei Verkehrsstaus – wenn jedes weitere Fahrzeug die übrigen Straßennutzer durch Zeitverlust negativ beeinflusst – liegt eine Rivalität im Konsum vor. Eine solche Straße gilt als Allmendegut bzw. unreines öffentliches Gut. Wird indes eine Straßenbenutzungsgebühr erhoben und damit der allgemeine Zugang unterbunden (Ausschließbarkeit), kann eine Straße als Klubgut (ohne Verkehrsstau) bzw. privates Gut (mit Verkehrsstau) gelten.

## Beispiele
Da das Ausschlussprinzip des Marktpreises nicht gilt, kommt jeder Bürger, auch der nicht zahlende, in den Genuss der Güter. Mehrere Personen können ein öffentliches Gut nutzen, ohne dass eine von ihnen eine Beeinträchtigung im Nutzen erfährt. Der Konsum findet gemeinsam statt, weil öffentliche Güter unteilbar sind. Reine öffentliche Güter sind beispielsweise die innere und äußere Sicherheit und Landesverteidigung. Gruppenspezifische sind Bildung, Kultur, Kunst oder Schulen. Unterliegen öffentliche Güter ausnahmsweise einer Zahlungspflicht, ist ein Nutzungsausschluss dritter, nicht zahlungsbereiter Personen nur mit unverhältnismäßig hohem Aufwand durchsetzbar (Mautpflicht).
Klassische Lehrbuchbeispiele für öffentliche Güter sind bestimmte immaterielle Güter (z. B. Frieden), Deiche, Leuchttürme oder Straßenbeleuchtung. Ein neueres Beispiel, welches die Eigenschaften eines öffentlichen Gutes perfekt erfüllt, ist das Erdklima und damit einhergehend die Frage, wer Klimaschutz betreibt. Auch das Phänomen kollektiver Intelligenz gilt als öffentliches Gut.

## Arten
Einige Autoren unterscheiden die Begriffe Kollektivgut und öffentliches Gut, während andere sie synonym verwenden.
In der Theorie wird zwischen reinen öffentlichen Gütern und Mischformen öffentlicher und privater Güter, die unreine öffentliche Güter darstellen, unterschieden. Öffentliche Güter, die in mehreren Staaten konsumiert werden, werden mitunter auch als globale öffentliche Güter bezeichnet.
Wird ein als notwendig erachtetes öffentliches Gut vom Markt nicht oder in nicht ausreichendem Maße angeboten, kann es vom Staat bereitgestellt werden.

### Reines öffentliches Gut
Reine öffentliche Güter (auch spezifische öffentliche Güter) sind Güter, bei denen das Ausschlussprinzip nicht greift und gleichzeitig keine Rivalität im Konsum vorliegt (auch als Nutzenunteilbarkeit bekannt). Ein Markt für solche Güter existiert somit nicht, da es zwar Interessenten für das Gut gibt, aber zu wenige bereit sind, einen Marktpreis zu entrichten, mit dem Anbieter bereit wären, es herzustellen. Dies liegt nicht unbedingt daran, dass man, auch ohne den Preis für das Gut zu entrichten, ebenso in den Genuss des Gutes kommen könnte. Man spricht dann vom so genannten Trittbrettfahrerverhalten.
In der Regel wird das Gut vom Staat angeboten bzw. zur Verfügung gestellt, und über Steuern und andere Abgaben werden alle realen und potentiellen „Nutzer“ daran finanziell zwangsbeteiligt.
So ist zum Beispiel die Landesverteidigung ein zwangsfinanziertes öffentliches Gut – es wird gleichzeitig von allen in einem Land Ansässigen konsumiert, ohne dass der Konsumnutzen jedes Einzelnen durch den Konsum anderer Individuen beeinträchtigt wird. Gleichzeitig kann kein einzelnes Individuum davon ausgeschlossen werden. Da reine öffentliche Güter für alle Nachfrager frei zugänglich sind, gehören sie auch zur Rubrik der Gemeingüter.

### Unreines öffentliches Gut
Unter einem unreinen öffentlichen Gut (Allmendegut und Klubgut) versteht man ein Gut, bei dem das Ausschlussprinzip nicht greift, aber Rivalität im Konsum besteht, d. h. der Nutzen eines Konsumenten durchaus durch einen weiteren Nutzer eingeschränkt wird. Das klassische Beispiel hierfür ist eine verstopfte Straße (ohne Maut, denn diese würde das Funktionieren des Ausschlussprinzips bedeuten). Durch ein zusätzliches Fahrzeug verringert sich die Fahrgeschwindigkeit weiter bzw. die Staukosten steigen. Auch Umweltgüter wie saubere Luft oder Fischbestände im Meer werden oft als Beispiele für unreine öffentliche Güter genannt. Das ökonomische Problem dieser Güter ist, dass sie durch Übernutzung wertlos werden (siehe Allmende).

## Öffentliche Güter in der experimentellen Wirtschaftsforschung
Die experimentelle Wirtschaftsforschung beschäftigt sich intensiv mit dem Problem der Bereitstellung öffentlicher Güter, insbesondere dem Trittbrettfahrerproblem.
Dieses Problem wird in der Regel mit einer Auszahlungsfunktion für eine Periode für das Subjekt ({\displaystyle i}) wie folgt modelliert:
{\displaystyle \pi _{i}=e-c_{i}+f\cdot {\frac {1}{N}}\cdot \sum _{j=1}^{N}c_{j}},
wobei {\displaystyle e} die Ausstattung in Geldeinheiten und {\displaystyle c} der individuelle Beitrag sind, sowie {\displaystyle f} der (Zins-)Faktor ist, mit dem die Summe aller Beiträge multipliziert wird. {\displaystyle N} ist die Zahl der Subjekte und {\displaystyle j} der Index für alle Subjekte. Dies wird nun im Regelfall mehrere Perioden wiederholt.
Üblich ist ein Zinssatz {\displaystyle {\tfrac {1}{N}}<f<1}. Es entspricht der Charakteristik dieser Problematik, dass es besser für die Gesamtheit wäre, wenn alle alles geben, da {\displaystyle f>{\tfrac {1}{N}}} (das öffentliche Gut wird positiv verzinst). Es besteht jedoch ein individueller Anreiz, nichts beizutragen, da der Grenzertrag des Behaltens (1) größer ist als der Grenzertrag des öffentlichen Gutes ({\displaystyle f}). Der ökonomisch rationale Mensch würde also von Anbeginn nichts geben, das öffentliche Gut würde nicht angeboten.
Experimente haben gezeigt, dass die Versuchspersonen in der Regel einen Beitrag geben, dass das gesamte Beitragsniveau jedoch sehr schnell kollabiert. Die Experimentatoren versuchen nun durch Variationen zu ergründen, wie erreicht werden kann, dass ein gesellschaftlich wünschenswertes Beitragsniveau erreicht wird. Als effektiv haben sich Kommunikation und Strafen erwiesen, Belohnungen dagegen als nicht erfolgreich. Das Beitragsniveau ist relativ unabhängig von der Gruppengröße und reagiert sensitiv auf die Verzinsung.

## Bewirtschaftung
Es gibt unterschiedliche Ansätze zur Bewirtschaftung öffentlicher Güter:
- Bereitstellung durch den Staat als Betreiber,
- Besteuerung: z. B. Pigou-Steuer,
- Kontingentierung: Kontingentehandel,
- Vorkehrungen, um Nutzer auszuschließen, Umwandlung in ein Privatgut durch Privatisierung,
- Akzeptanz: (Coase-Theorem).

## Wirtschaftliche Aspekte
Öffentliche Güter sind unteilbar, so dass mit der Befriedigung eines Nutzers auch die Bedürfnisse aller übrigen Nutznießer befriedigt werden (wie bei der Landesverteidigung). Zudem besitzt auch niemand die Möglichkeit, „ihrem Verbrauch zu entgehen, es sei denn, er verlässt die soziale Gruppe, die es anbietet“.
Öffentliche Güter spielen in der Theorie des rationalen kollektiven Handelns (Trittbrettfahrer) oder der Tragik der Allmende des Garrett Hardin eine wichtige Rolle.
Bei öffentlichen Gütern treten externe Effekte auf, weil auch der nicht Zahlende einen Nutzen aus angebotenen Gütern ziehen kann (vollständige Nutzeninternalisierung). Dies ist der Grund für die Finanzierung öffentlicher Güter durch Steuern, denn solange jemand sicher sein kann, dass öffentliche Güter vom Staat angeboten werden, wird er sich mit seinem Finanzierungsbeitrag zurückhalten (Trittbrettfahrerproblem). Das Entgelt für öffentliche Güter wird durch Abgaben, Gebühren und Steuern erhoben, die nicht oder nur sehr gering an den mit dem Güterangebot verbundenen Kosten orientiert sind.
Öffentliche Güter weisen oft administrierte Preise auf. Diese Güter werden sowohl direkt durch die öffentliche Verwaltung zur Verfügung gestellt als auch indirekt durch Staatsunternehmen und öffentliche Unternehmen, ihre Finanzierung erfolgt durch Zwangsabgaben oder administrierte Preise.

## Sonstiges
In Österreich ist das öffentliche Gut sogar ein Rechtsbegriff. Nach § 287 ABGB werden die den Bürgern nur zum Gebrauch gestatteten Sachen wie Landstraßen, Ströme, Flüsse, Seehäfen und Meeresufer als allgemeines oder öffentliches Gut bezeichnet. „Was zur Bedeckung der Staatsbedürfnisse bestimmt ist, wie das Münz- oder Post- und andere Regalien, Kammergüter-, Berg- und Salzwerke, Steuern und Zölle, wird das Staatsvermögen genannt.“